# Luis del Porto Seguro Ovalle
Luis Del Porto Seguro Ovalle (Viena, 1866 o 1869 — Río de Janeiro, 3 de diciembre de 1939) fue un político, diplomático, ingeniero e intelectual chileno nacido en Austria. Fue diputado perteneciente a Petorca y La Ligua en dos periodos (1900-1906) y (1915-1921). Falleció en Río de Janeiro, Brasil, el 3 de diciembre de 1939, pero fue sepultado en Chile. Hijo de don Francisco Adolfo de Varnhagen, vizconde de Porto Seguro, y de doña Carmen Ovalle Vicuña, chilena. Contrajo matrimonio en Chile, con Mercedes Arnolds Sánchez, quien no tuvo descendencia.

## Profesión
Realizó sus estudios en Viena, París, Londres y los concluyó en el Instituto Nacional y en la Universidad de Chile, donde se graduó en 1891 de la Facultad de Ingeniería. En sus años estudiantiles en Europa se empapó del liberalismo del Viejo Continente. Al llegar a Chile, comienza a militar en las filas del Partido Liberal.

## Gestión parlamentaria
Elegido Diputado por Petorca y La Ligua por dos períodos consecutivos (1900-1906), períodos en los cuales integró la Comisión permanente de Policía Interior y en la de Elecciones.
Volvió al Congreso por dos períodos legislativos más (1915-1921), donde integró la Comisión permanente de Gobierno, Obras Públicas y la de Asistencia Pública, Hacienda y Culto.

## Otras actividades políticas
Se desempeñó como diplomático en sus primeros años, siendo ministro diplomático de Chile en Alemania (1928-1934). 
Presidente del Partido Liberal (1934-1935). Fue designado luego Embajador en Alemania (1935-1939). Renunció al cargo y marchó rumbo a Chile, falleciendo en el viaje de regreso, en Río de Janeiro, Brasil. Sus restos fueron enviados a Chile para ser sepultados.